# Getränkekombinat Berlin
Der Volkseigene Betrieb (VEB) Getränkekombinat Berlin war ein Zusammenschluss von Großbetrieben zur Erzeugung von Bier und nichtalkoholischen Getränken, der 1969 gegründet wurde. Die in diesem Kombinat vereinten Brauereien waren die VEB Schultheiss-Brauerei, die VEB Engelhardt-Brauerei, die VEB Berliner Kindl, die VEB Bärenquell-Brauerei und VEB Berliner Bürgerbräu. Die Erfrischungsgetränke wurden in einem gesonderten Betriebsteil, dem VEB Berliner Spreequell, hergestellt. Weinhaltige Erfrischungsgetränke kamen aus der Schultheiss-Brauerei in der Schönhauser Allee. Die alkoholfreien Biere kamen aus der Engelhardt-Brauerei in Berlin-Stralau.
Das Kombinat wurde nach der deutschen Wiedervereinigung 1990 aufgelöst und einzelne Teile reprivatisiert.

## Geschichte der Brauereien

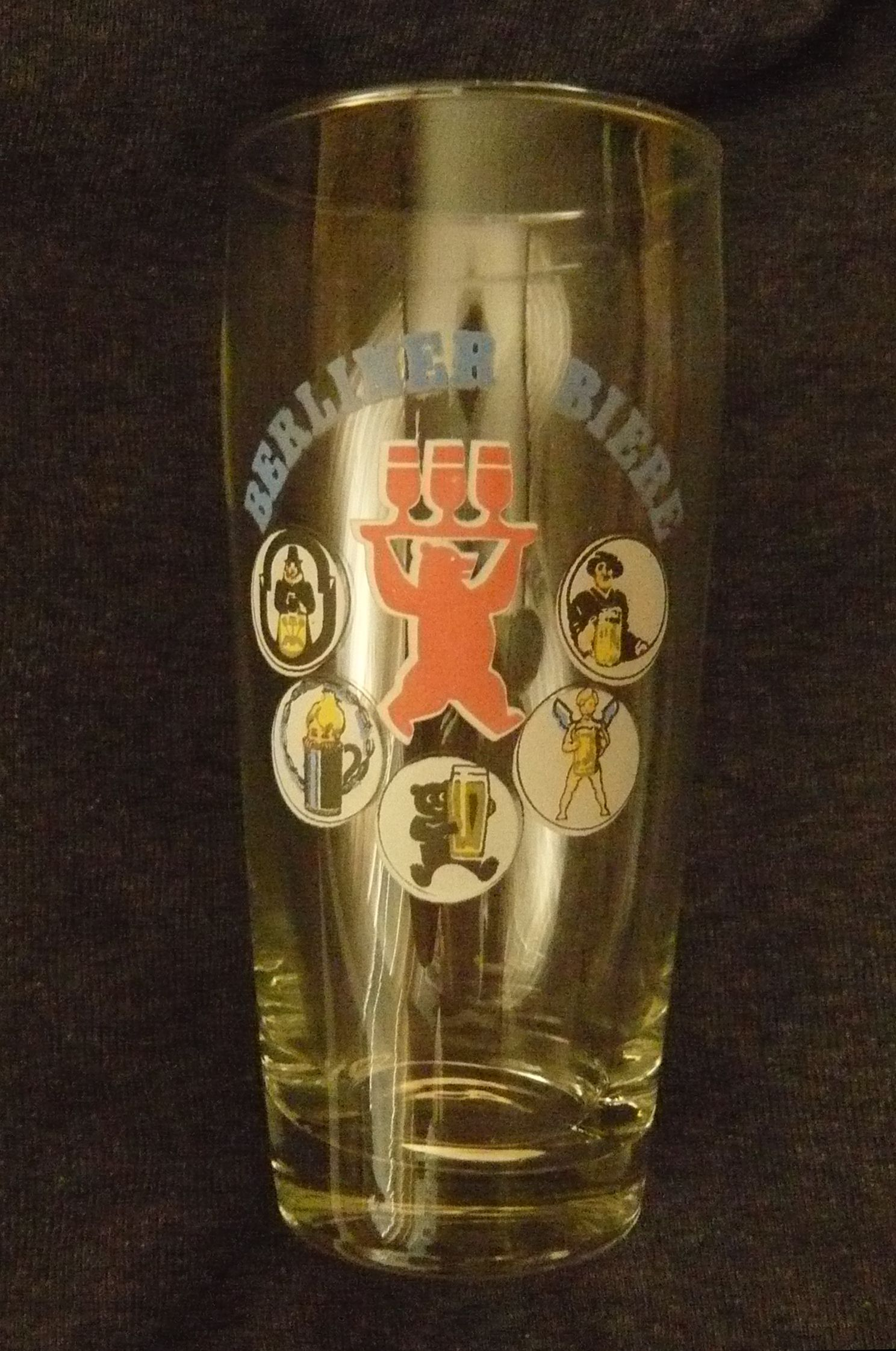
Bierglas Berliner Biere mit den Logos der zusammengeschlossenen Brauereien und – in der Mitte – das Signet des Kombinates.

### Überblick
Die vom Getränkekombinat in den 1970er und 1980er Jahren erzeugten Biere waren u. a. Berliner Kindl Pils (4,6 Vol.-%), Kindl-Bräu, Berliner Export-Pils, Berliner Pilsner spezial, Schultheiss-Pils, Berliner Weisse und AUBI (alkoholfreies Bier, geeignet für Autofahrer).

### Schultheiss
Aus der 1855 in der Neuen Königstraße (Alt-Berlin) eröffneten Brauerei Georg Patzenhofer entwickelte sich bis 1877 auf einem Gelände an der Landsberger Allee Ecke Tilsiter Straße unter dem Namen Aktien-Brauerei-Gesellschaft Friedrichshöhe, vorm. Patzenhofer eine komplette neue Brauerei mit damals modernster Ausrüstung. Die Bauten entstanden nach Plänen der Architekten Alterthum & Zadek und des Ratsbaumeisters Arthur Rohmer. Ab 1886 wurde hier das stark nachgefragte untergärige Bier Patzenhofer Dunkel in großen Mengen hergestellt. Durch Besitz- und Namenswechsel ergibt sich folgende zeitliche Übersicht:
- 1920–1937: Schultheiss-Patzenhofer Brauerei Aktiengesellschaft, Abteilung Nordost,
- 1938–1945: Schultheiss-Brauerei Aktiengesellschaft, Abteilung Nordost,
- 1946–1947: Schultheiss Brauerei AG Berlin, Abteilung NO Landsberger Allee,
- 1948–1949: Berliner Brauereien GmbH, Treuhandbetrieb Schultheiss Leninallee,
- 1949–1950: Schultheiss Brauerei Leninallee,
- 1950–1958: VEB Schultheiss Brauerei Leninallee,
- 1959–1968: VEB Berliner Brauereien, Betrieb V Schultheiss Leninallee sowie Sitz der Zentrale des neuen Zusammenschlusses,
- 1969–1989: VEB Getränkekombinat Berlin, Betrieb V Schultheiss Leninallee,
- 1990: BEAG Brau- und Erfrischungsgetränke AG Berlin, Braustätte Leninallee.

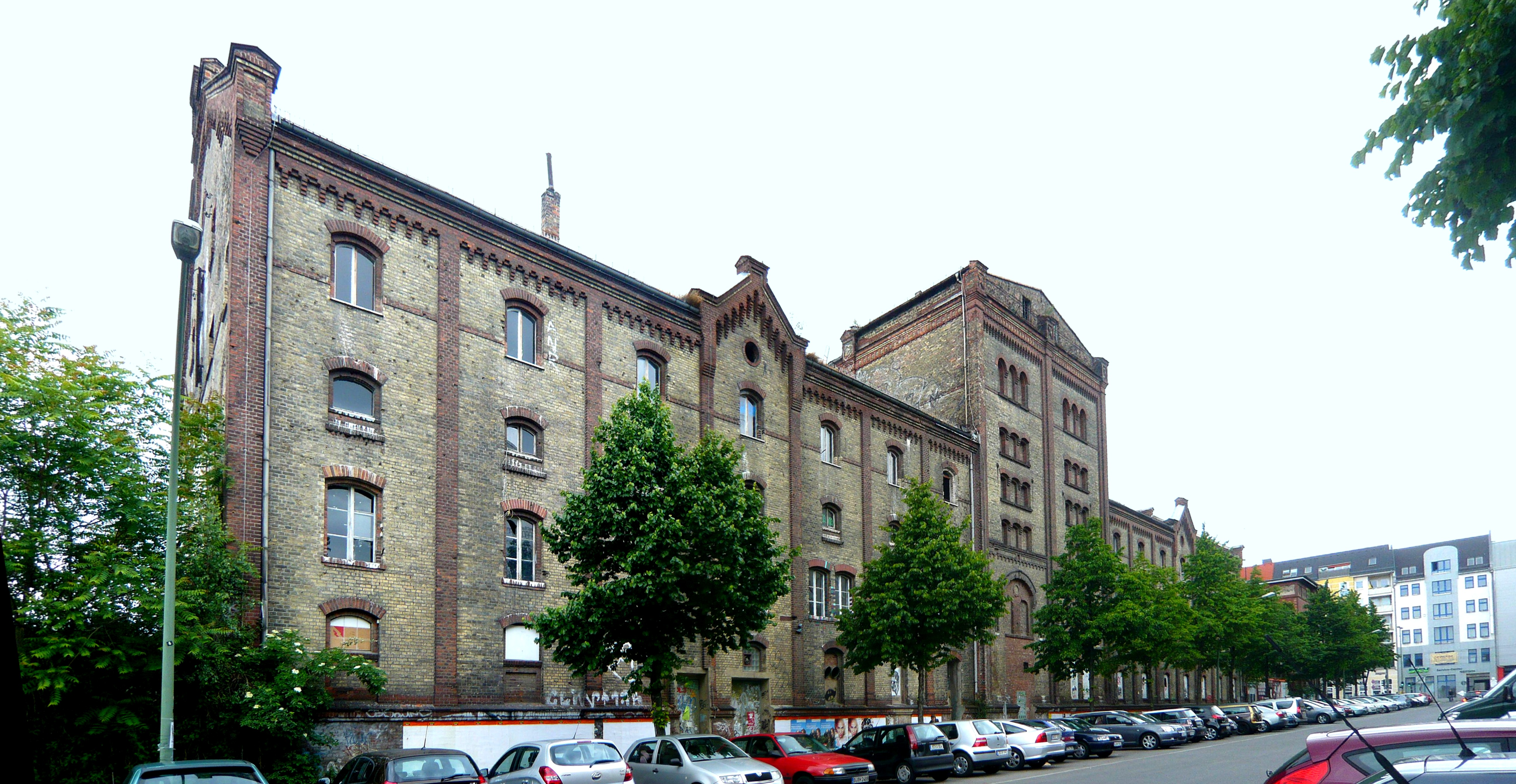
Sudhaus und Lagerhaus in der Richard-Sorge-Straße, Juni 2012

1990 wurde der Brauereibetrieb von der westdeutschen Gruppe Brau und Brunnen gekauft. Die Biererzeugung wurde eingestellt, die noch brauchbaren Anlagen veräußert, einige Braugerätschaften verblieben dagegen in den Räumen. Die neuen Besitzer hatten Pläne entwickelt, hier die Schultheiss-Passagen zu errichten, von denen dann lediglich das Multiplex-Kino (UCI-Kino) verwirklicht wurde. Die durch den Abriss von Gebäudeteilen entlang der Richard-Sorge-Straße entstandenen Flächen blieben lange Jahre ein Brachgelände.
Die übrig gebliebenen denkmalgeschützten Gebäude wurden bis Ende 2011 kulturell zwischengenutzt. 2011 trat ein neuer Investor auf, der aus den geschützten Gebäudeteilen weiteren Wohnraum herrichten möchte.

### Engelhardt
Die Brauerei war 1887 als Schaarschuhsche Brauerei auf der Halbinsel Stralau (heute Berlin-Stralau) gegründet worden. 1917 kam sie – nach mehrfachem Besitzerwechsel – in den Besitz der Firma Engelhardt, die in Berlin schon mehrere Brauereien besaß. Danach entwickelte sie sich zu einem der größten Industriebetriebe in Stralau, der – neben der Glashütte – die meisten Arbeiter beschäftigte. Weil die Lagermöglichkeiten am ursprünglichen Standort nicht ausreichten, ließen die Brauereibesitzer 1929 durch den Architekten Bruno Buch in der Krachtstraße Ecke Glasbläserstraße einen „Flaschenkellerturm“ zur Lagerung der abgefüllten Flaschen errichten. Während die älteren Gebäude der Anlage auf Stralau im Zweiten Weltkrieg zum Teil stark beschädigt, zum Teil später überformt wurden, ist das Flaschenkellergebäude erhalten geblieben und steht unter Denkmalschutz.

### Berliner Kindl
Diese Bierbrauerei hatte ihren Sitz in der Lichtenberger Straße im damaligen Stadtbezirk Weißensee. Sie war Teil der Kindl-Brauerei, die bereits im 19. Jahrhundert in Rixdorf gegründet worden war. In den 1920er Jahren ließen die Inhaber eine Mälzerei und ein Verwaltungsgebäude in Weißensee errichten. Zwischen 1950 und 1990 war das Werk ein Volkseigener Betrieb (VEB) und erzeugte hier auf eigenen Anlagen das (Ost-)Berliner Kindl. Auch danach – trotz mehrerer Eigentümerwechsel bis 2005 – wurde und wird das Bier gebraut und erfolgreich verkauft. Es handelt sich nunmehr um den Zusammenschluss Berliner-Kindl-Schultheiss-Brauerei.

### Berliner Bürgerbräu
Die Berliner Bürgerbräu ist eine im 19. Jahrhundert in Friedrichshagen am Müggelsee gegründete Bierbrauerei. Unter der Marke Berliner Bürgerbräu hatte sie sich auf Premiumprodukte spezialisiert.

## Erfrischungsgetränkeproduktion: Spreequell
Die vom Getränkekombinat in den 1970er und 1980er Jahren erzeugten Erfrischungsgetränke waren Club Cola, Spreequell Mineralwasser, Bitter Lemon (Limonade mit Zitrus-Geschmack) sowie einige Mischgetränke wie die Vipa oder Virola. Der Hersteller firmierte als Betrieb VI des Getränkekombinats in neu gebauten Produktionshallen. Diese befanden sich in der Indira-Gandhi-Straße ebenfalls in Weißensee gegenüber dem Brauereikomplex.
Wegen mangelnder Devisen konnten die für die üblichen Cola-Getränke verwendeten Zutaten nicht in ausreichender Menge auf dem Weltmarkt beschafft werden. So kam es zur Entwicklung einer eigenen Cola, die den einprägsamen Namen „Club-Cola“ erhielt. Sie war nicht so stark zuckerhaltig wie andere Cola-Getränke und wird noch immer produziert.
Nach der Wende wurde Spreequell in eine GmbH umgewandelt und konnte sich nach kurzen Schwierigkeiten mit den Marken Club-Cola und Spreequell Mineralwasser erfolgreich am Markt etablieren. Wegen der nun geltenden neuen Anforderungen an die Qualität ließ das Management auf dem Firmengelände einen eigenen Tiefbrunnen bohren. Die Produktion wurde Ende der 1990er Jahre aus Berlin in das Brandenburgische verlagert. Zurück blieb eine Vertriebsorganisation, auf einigen Flächen siedelte sich der Getränkelogistik-Konzern Preuss an.